# 德川家靈廟
德川家靈廟是指日本江戶幕府歷任征夷大將軍的祭祀廟宇。日本自從戰國時代開始，出現為自己過世的親人或是有特殊貢獻的人建設靈廟，除了緬懷先人以外，也記錄在世時的事蹟。到了江戶時代時，靈廟的建設更是代表一種權力的象徵。自1603年3月24日德川家康創立了江戶幕府開始，一直到1867年11月9日大政奉還為止的264年間，一共歷經了十五代的征夷大將軍。其中除了初代將軍德川家康、三代將軍德川家光的陵墓在日光東照宮、輪王寺，末代將軍德川慶喜安葬於谷中靈園之外，其餘的十二位將軍分別安葬在東京都港區的增上寺以及台東區的寬永寺。
因為靈廟的建設，造成幕府莫大的財務支出，因此八代將軍德川吉宗實行幕政的改革，發佈了「御靈屋建立禁止令」。從德川吉宗開始之後的將軍，都改為分派在增上寺以及寬永寺的靈廟中合併祭祀。不過受到1945年太平洋戰爭的影響，增上寺與寬永寺中原本的靈廟大多數都已在空襲中燒毀。另外，日光東照宮在明治時期的神佛分離令之下，分別獨立出東照宮、二荒山神社以及輪王寺的「二社一寺」，皆為聯合國教科文組織指定為世界遺產。

## 德川歷代將軍的靈廟所在地

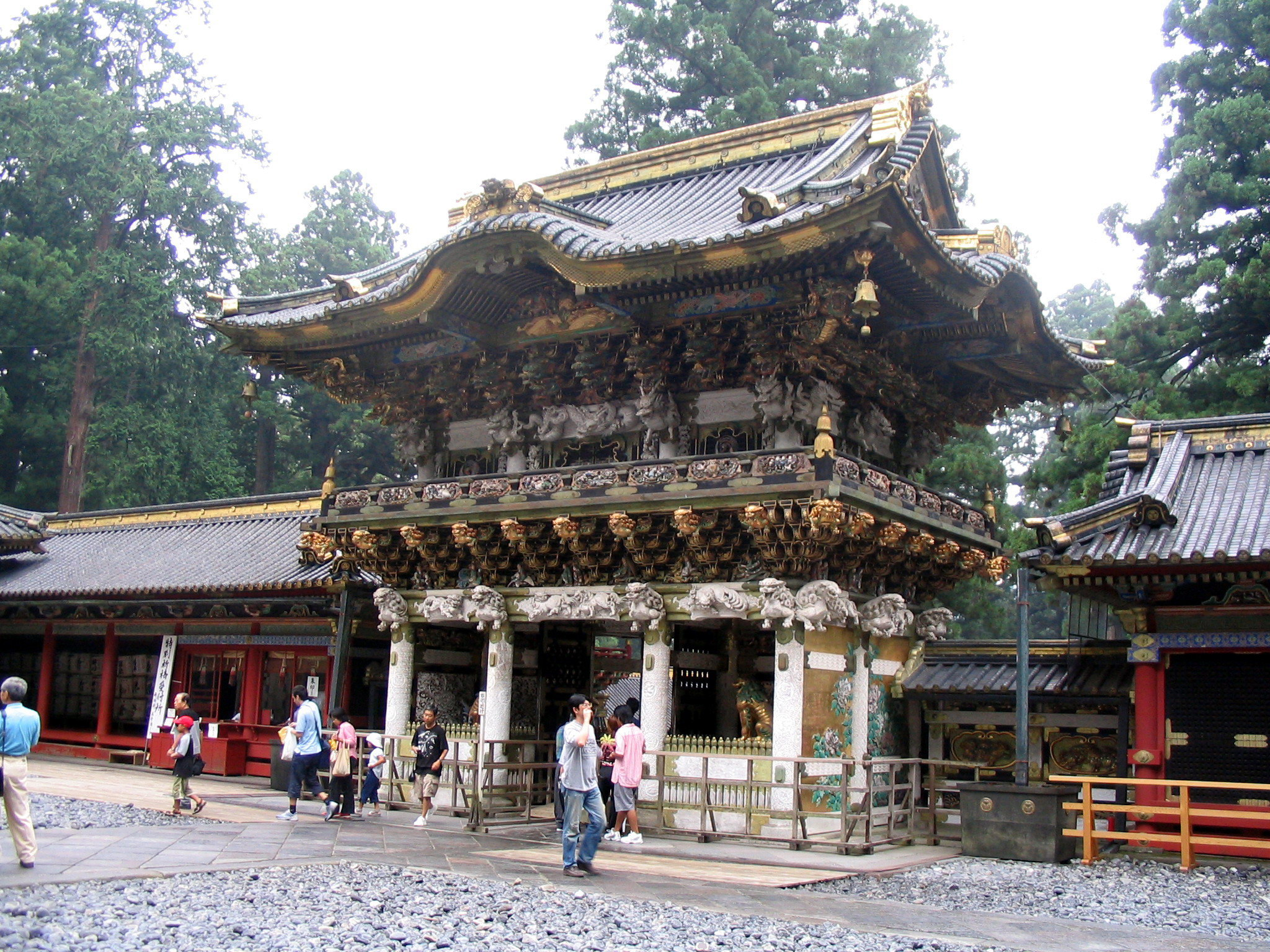
日光東照宮（陽明門）

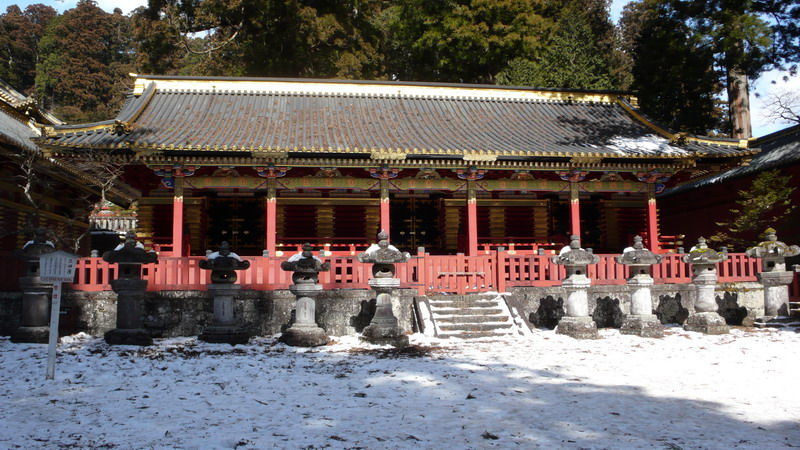
東照宮前殿

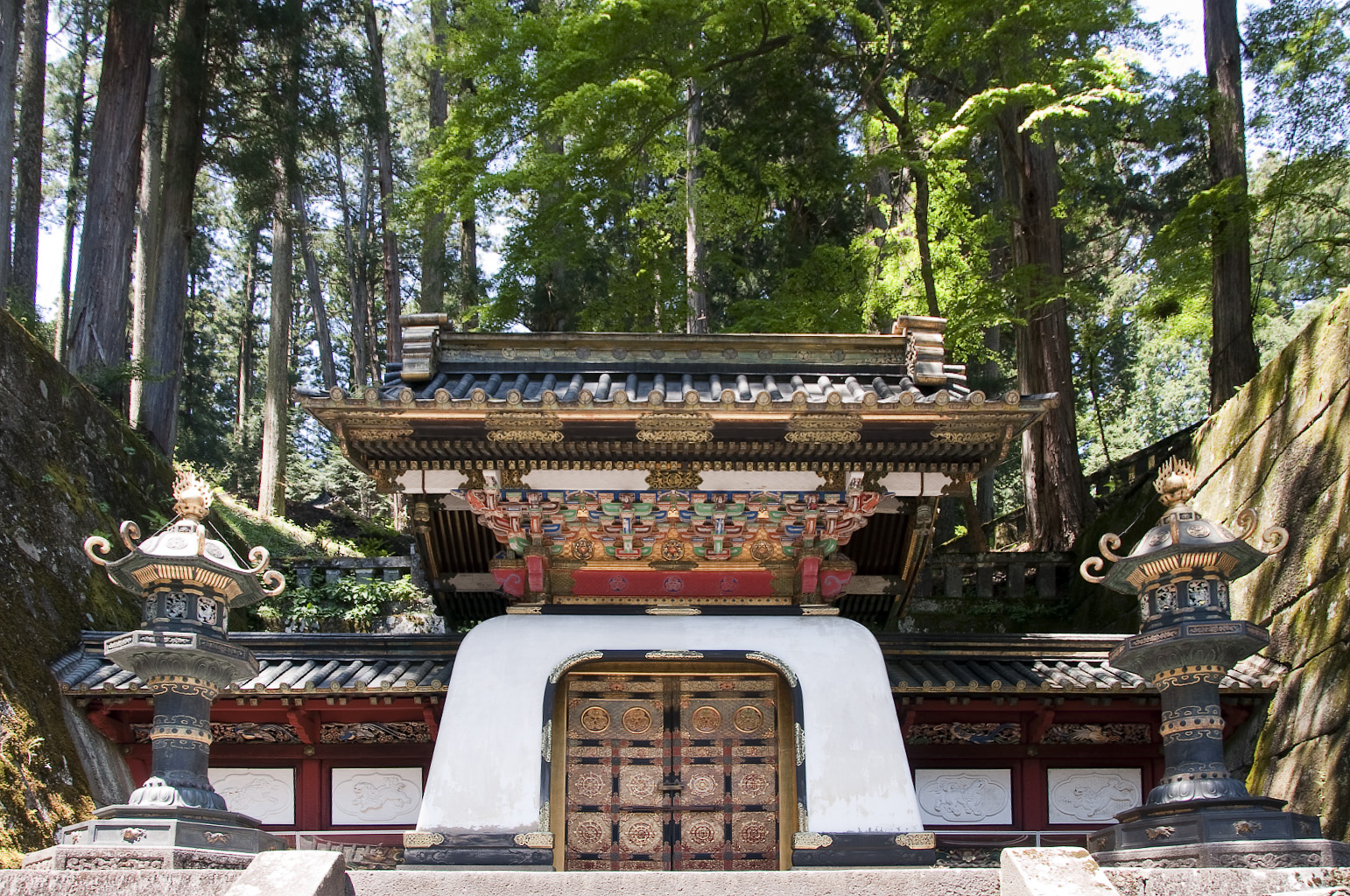
大猷院靈廟皇嘉門

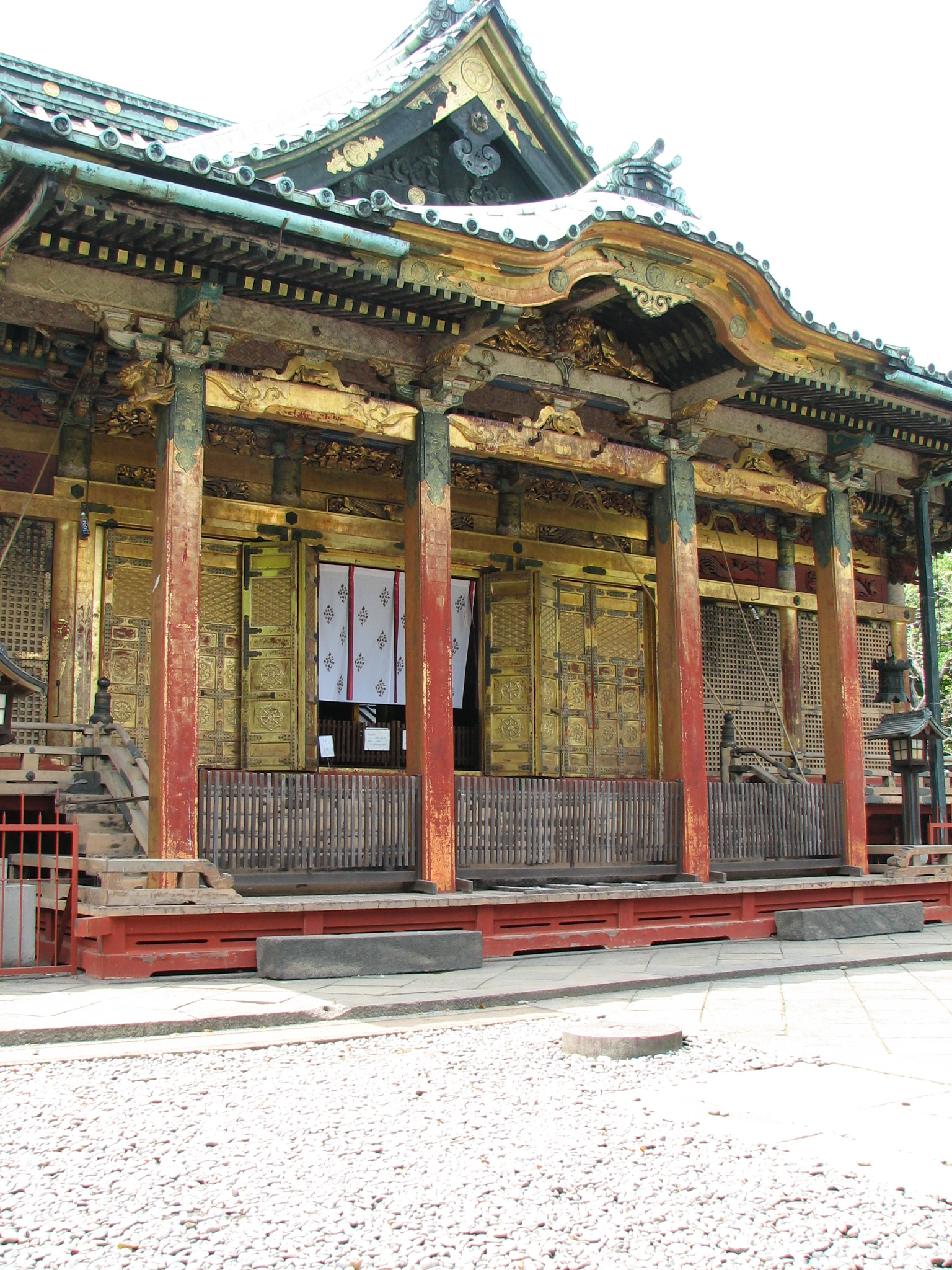
上野東照宮本殿

以下為江戶幕府歷任共十五位將軍目前安葬的所在地。
1. 德川家康（1543年－1616年）
日光東照宮
2. 德川秀忠（1579年－1632年）
增上寺　台德院靈廟
秀忠夫人
增上寺　崇源院靈牌所
3. 德川家光（1604年－1651年）
輪王寺　大猷院靈廟
4. 德川家綱（1641年－1680年）　
寬永寺　嚴有院靈廟
5. 德川綱吉（1646年－1709年）
寬永寺　常憲院靈廟
6. 德川家宣（1662年－1712年）
增上寺　文昭院靈廟
7. 德川家繼（1709年－1716年）
增上寺　有章院靈廟
8. 德川吉宗（1684年－1751年）
陵墓所在：寬永寺　有德院
  - 從德川吉宗以後開始就不大規模的興建靈廟，所以之後的將軍除了德川慶喜之外，都是在增上寺或寬永寺裡建立合祭的寶塔。
9. 德川家重（1711年－1761年）
陵墓所在：增上寺　惇信院
10. 德川家治（1737年－1786年）
陵墓所在：寬永寺　浚明院
11. 德川家齊（1773年－1841年）
陵墓所在：寬永寺　文恭院
12. 德川家慶（1793年－1853年）
陵墓所在：增上寺　慎德院
13. 德川家定（1824年－1858年）
陵墓所在：寬永寺　溫恭院
14. 德川家茂（1846年－1866年）
陵墓所在：增上寺　昭德院
15. 德川慶喜（1837年－1913年）
陵墓所在：谷中靈園

## 目前現存的靈廟建築

### 日光
- 日光東照宮：祭祀德川家康。
- 輪王寺大猷院靈廟：祭祀德川家光。

這兩個建築群是日本指定國寶以及重要文化財，同時也登記為世界遺產。

### 寬永寺

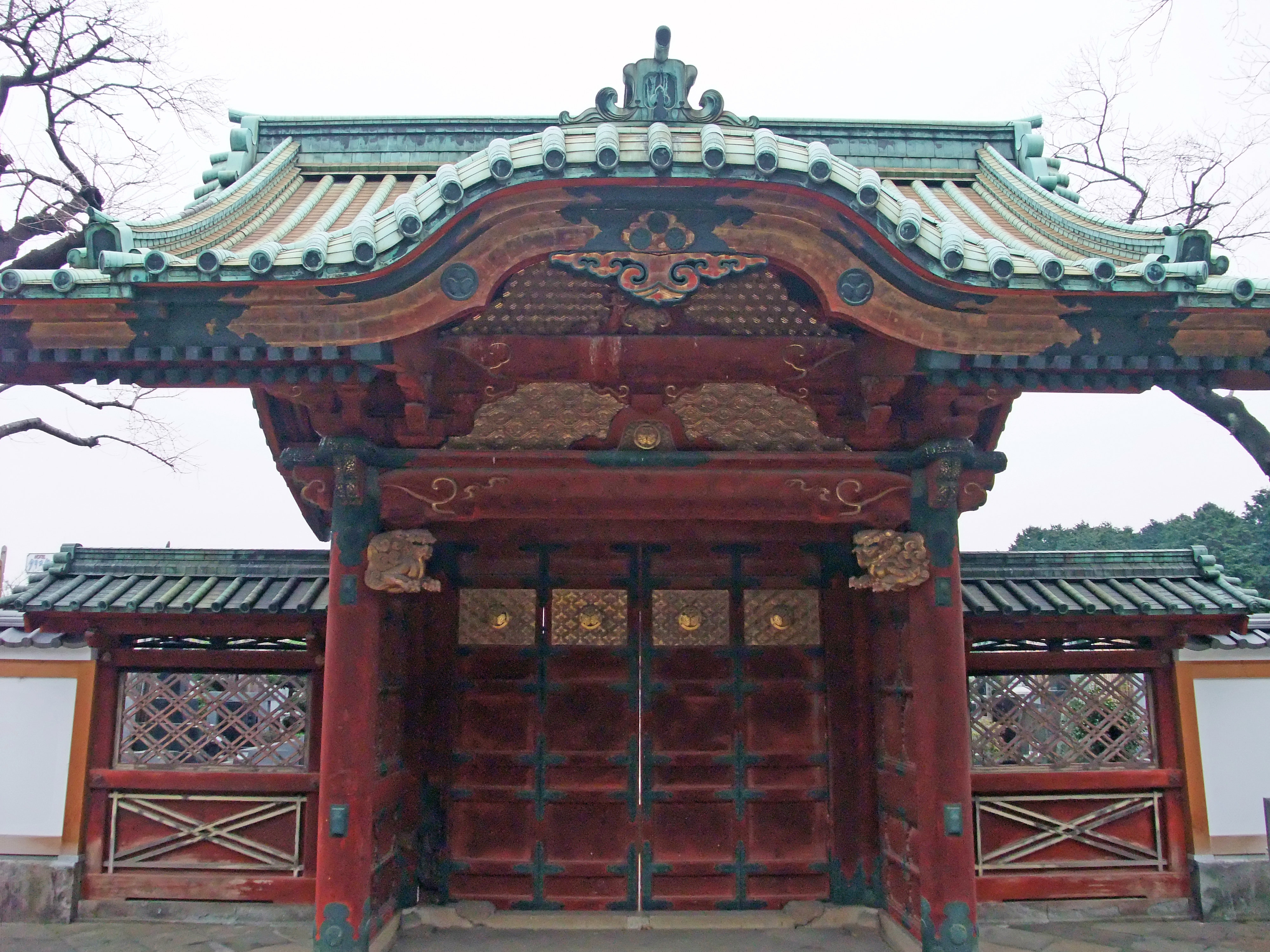
嚴有院靈廟敕額門

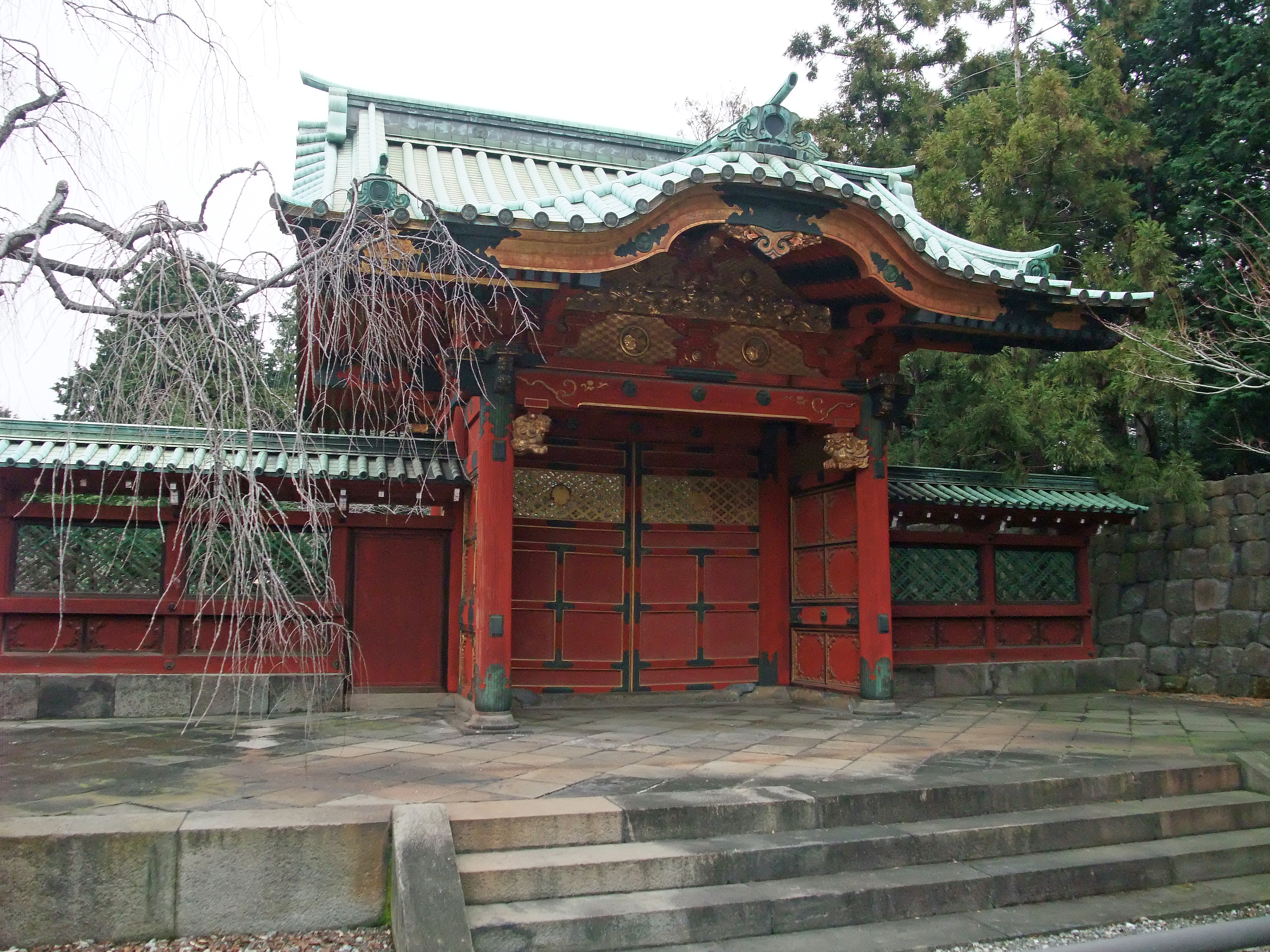
常憲院靈廟敕額門

原本在寺領之內建有嚴有院靈廟祭祀德川家綱，常憲院靈廟祭祀德川綱吉。不過建物大部份都在1945年的空襲中燒毀，殘剩下來的建築物如下，目前已被指定為重要文化財。
- 嚴有院靈廟的敕額門、手水舍、奧院唐門、奧院寶塔
- 常憲院靈廟的敕額門、手水舍、奧院唐門、奧院寶塔

此外，原本德川吉宗、德川家定的寶塔位於常憲院靈廟內，德川家治、德川家齊的寶塔位於嚴有院靈廟內。目前六位將軍皆安葬在寬永寺的靈園內。末代將軍德川慶喜的陵墓則是在寬永寺附近的谷中靈園內。

### 增上寺

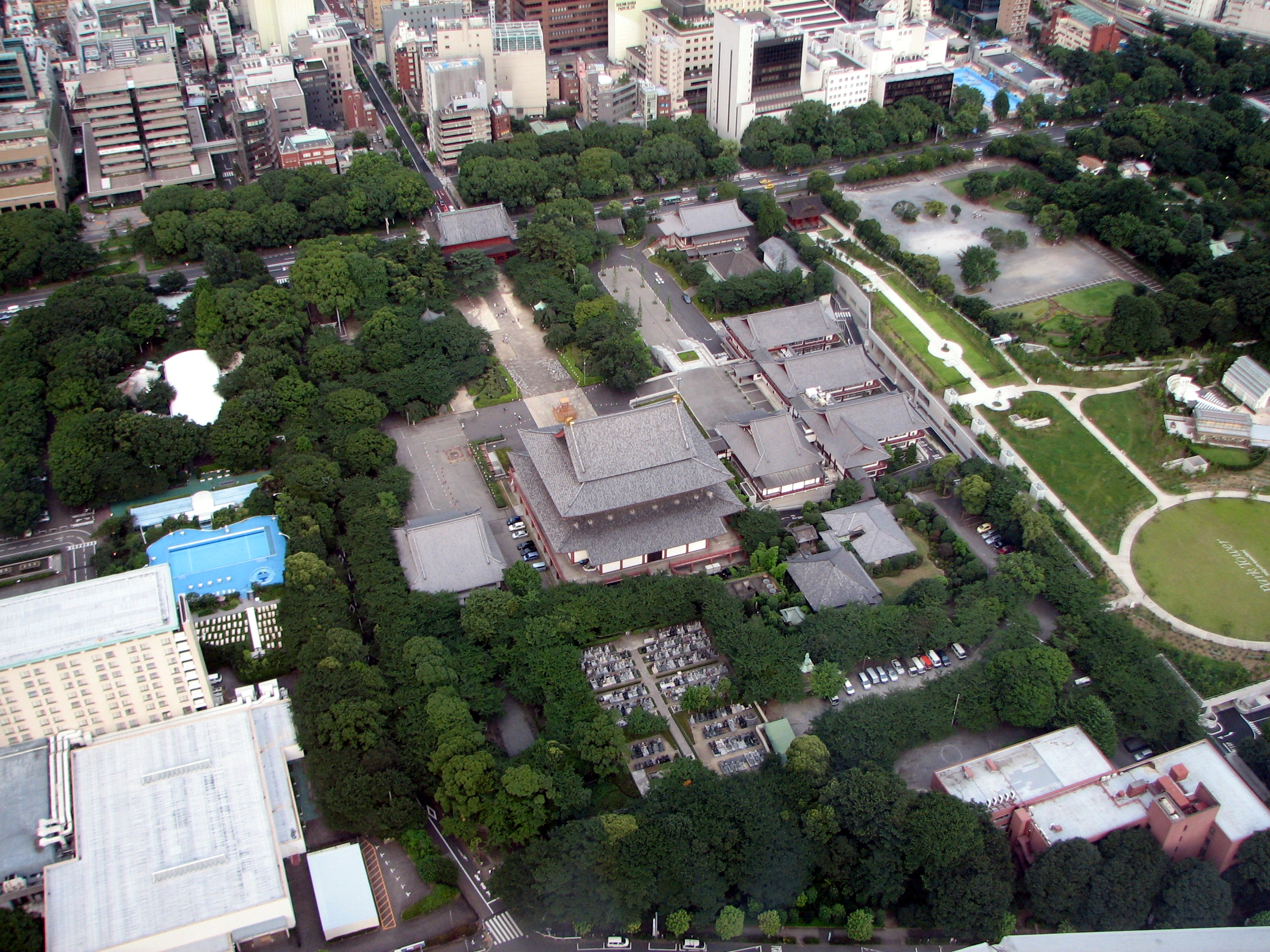
由東京鐵塔上拍攝的增上寺

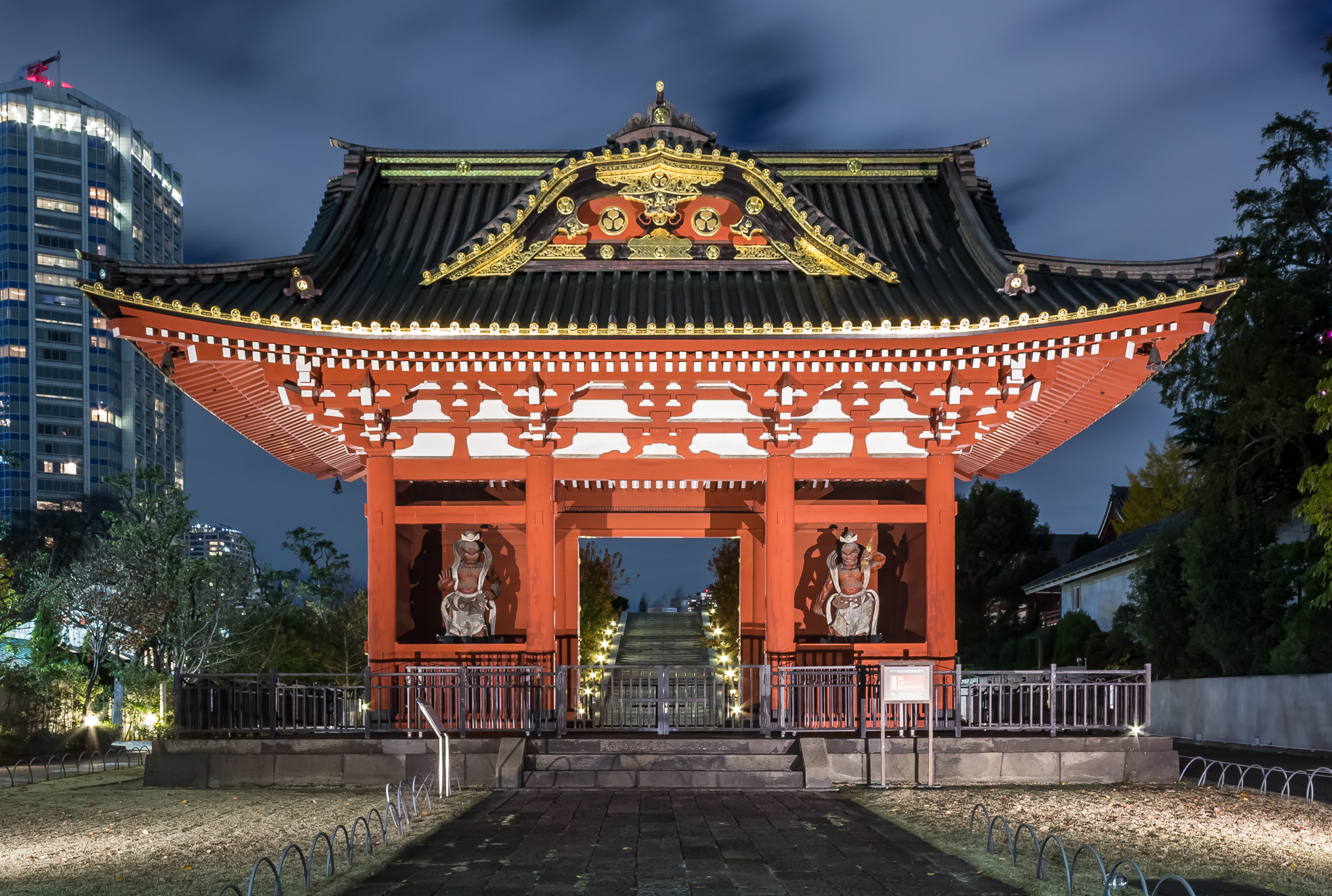
台德院靈廟惣門

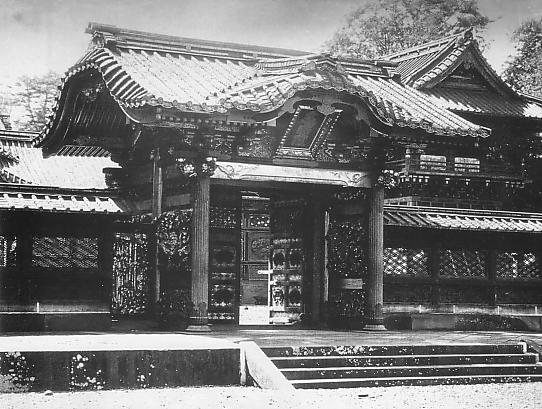
文昭院靈廟舊照

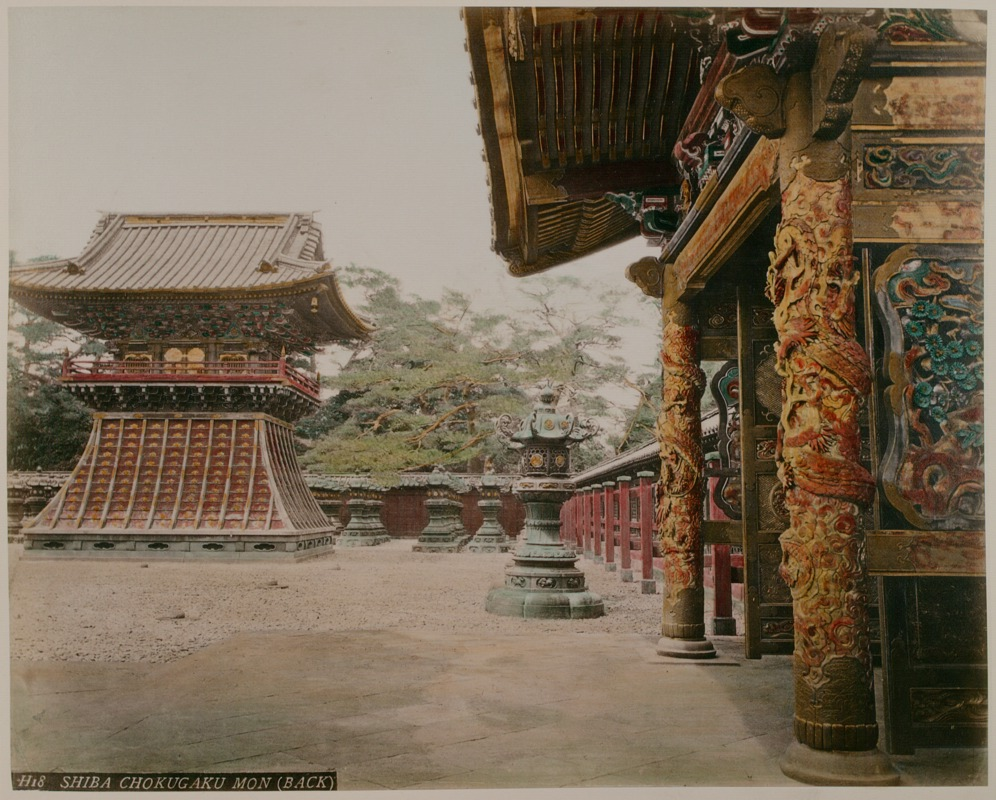
明治時期的有章院靈廟鐘樓與敕額門舊照

原本在寺領之內建有台德院靈廟祭祀德川秀忠、崇源院靈廟祭祀德川秀忠的夫人（德川家光之母）、文昭院靈廟祭祀德川家宣、有章院靈廟祭祀德川家繼，其他尚有德川家重、德川家慶、德川家茂的寶塔。不過這些建築絕大多數都已在1945年的空襲中燒毀，殘剩下來的建築物如下，目前已被指定為重要文化財。
- 台德院靈廟的總門（惣門），目前移設在東京都港區芝公園的The Prince Park Tower Tokyo內。
- 台德院靈廟的勅額門、丁字門、御成門，目前都移設到埼玉縣所澤市。
- 有章院靈廟的二天門與台德院靈廟的總門移設在芝公園的王子飯店內。

所有原本的遺體已在1958年火化後改葬，墓碑都已移至增上寺本殿的後方。在增上寺現有的德川家墓所入口之門是原本文昭院靈廟奧院的門，崇源院靈廟有一部份殘留的也都移往鎌倉的建長寺。文昭院靈廟以及有章院靈廟原本的遺跡所在是現在的東京王子飯店（東京プリンスホテル），而台德院靈廟以及有章院靈廟則是The Prince Park Tower Tokyo。

### 高野山
1643年德川家光在此也建立了德川家康以及德川秀忠的靈廟，統稱為「德川家靈台」，是日本指定的重要文化財。
- 安國院殿靈廟，祭祀德川家康
- 台德院殿靈廟，祭祀德川秀忠

除此之外，在金剛峯寺旁的蓮花院是當時德川家在參拜時的居所，也有祭祀著許多大奧關係者的牌位。

### 龍華院
在靜岡縣掛川市的龍華院裡也有祭祀德川家光的靈廟，名為「大猷院靈廟」。1656年掛川藩藩主北條氏重向江戶幕府提出建設，是目前日本指定的重要文化財。

## 書籍文獻
1. （日語）浦井正明，誠文堂新光社，1983年1月，ISBN 978-4416883198

## 外部連結
- 增上寺將軍墓所特別公開時之照片集
- 增上寺官方網站：德川家墓所介紹
- 寬永寺與德川將軍家墓